# Jugoszlávia az 1964. évi nyári olimpiai játékokon
Jugoszlávia a japán Tokióban megrendezett 1964. évi nyári olimpiai játékok egyik részt vevő nemzete volt. Az országot az olimpián 9 sportágban 75 sportoló képviselte, akik összesen 5 érmet szereztek.

## Érmesek
| Érem  | Versenyző | Sportág   | Versenyszám        |
| ----- | --- | --------- | ------------------ |
| Arany | Branislav Simić | Birkózás  | Kötöttfogás, 87 kg |
| Arany | Miroslav Cerar | Torna     | Férfi lólengés     |
| Ezüst | Nemzeti válogatott Ozren Bonačić Zoran Janković Milan Muškatirović Ante Nardeli Frane Nonković Vinko Rosić Mirko Sandić Zlatko Šimenc Božidar Stanišić Karlo Stipanić Ivo Trumbić | Vízilabda | Férfi              |
| Bronz | Branislav Martinović | Birkózás  | Kötöttfogás, 63 kg |
| Bronz | Miroslav Cerar | Torna     | Férfi nyújtó       |

## Atlétika
Férfi
| Versenyző    | Versenyszám    | Előfutam | Előfutam | Előfutam | Elődöntő | Elődöntő | Elődöntő | Döntő   | Döntő    |
| Versenyző    | Versenyszám    | Idő      | Hely.    | Össz.    | Idő      | Hely.    | Össz.    | Idő     | Helyezés |
| ------------ | -------------- | -------- | -------- | -------- | -------- | -------- | -------- | ------- | -------- |
| Simo Važić   | 1500 m         | 3:43,7   | 5.       | 6.       | 3:48,3   | 9.       | 16.      | kiesett | kiesett  |
| Simo Važić   | 5000 m         | 14:33,8  | 9.       | 38.      |          |          |          | kiesett | kiesett  |
| Franc Červan | 5000 m         | 14:16,6  | 7.       | 29.      |          |          |          | kiesett | kiesett  |
| Franc Červan | 10 000 m       |          |          |          |          |          |          | 29:21,0 | 10.      |
| Ðani Kovač   | 400 m gát      | kizárták | kizárták | kizárták | kiesett  | kiesett  | kiesett  | kiesett | kiesett  |
| Slavko Špan  | 3000 m akadály | 8:57,6   | 6.       | 20.      |          |          |          | kiesett | kiesett  |

| Versenyző      | Versenyszám   | Selejtező | Selejtező | Döntő    | Döntő    |
| Versenyző      | Versenyszám   | Eredmény  | Helyezés  | Eredmény | Helyezés |
| -------------- | ------------- | --------- | --------- | -------- | -------- |
| Roman Lešek    | Rúdugrás      | 440 cm    | 4.**      | 470 cm   | 13.      |
| Dako Radošević | Diszkoszvetés | 52,71 m   | 16.       | kiesett  | kiesett  |

Női
| Versenyző       | Versenyszám | Előfutam | Előfutam | Előfutam | Elődöntő | Elődöntő | Elődöntő | Döntő   | Döntő    |
| Versenyző       | Versenyszám | Idő      | Hely.    | Össz.    | Idő      | Hely.    | Össz.    | Idő     | Helyezés |
| --------------- | ----------- | -------- | -------- | -------- | -------- | -------- | -------- | ------- | -------- |
| Gizela Farkaš   | 800 m       | 2:08,7   | 4.       | 10.      | 2:09,9   | 7.       | 14.      | kiesett | kiesett  |
| Draga Stamejčič | 80 m gát    | 10,84    | 4.       | 9.*      | 10,73    | 3.       | 4.       | 10,86   | 7.       |

| Versenyző       | Versenyszám | Selejtező | Selejtező | Döntő    | Döntő    |
| Versenyző       | Versenyszám | Eredmény  | Helyezés  | Eredmény | Helyezés |
| --------------- | ----------- | --------- | --------- | -------- | -------- |
| Olga Gere-Pulić | Magasugrás  | 170 cm    | 9.        | 171 cm   | 7.       |

| Versenyző       | Versenyszám | 80 m gát | 80 m gát | Súlylökés | Súlylökés | Magasugrás | Magasugrás | Távolugrás | Távolugrás | 200 m | 200 m | Végeredmény | Végeredmény |
| Versenyző       | Versenyszám | Idő      | Pont     | Eredmény  | Pont      | Eredmény   | Pont       | Eredmény   | Pont       | Idő   | Pont  | Pont        | Helyezés    |
| --------------- | ----------- | -------- | -------- | --------- | --------- | ---------- | ---------- | ---------- | ---------- | ----- | ----- | ----------- | ----------- |
| Draga Stamejčič | Ötpróba     | 10,9     | 1061     | 12,73 m   | 904       | 154 cm     | 880        | 619 cm     | 1031       | 25,2  | 914   | 4790        | 5.          |

* - egy másik versenyzővel azonos időt ért el

** - öt másik versenyzővel azonos eredményt ért el

## Birkózás
Kötöttfogású
| Versenyző            | Versenyszám | 1. forduló                       | 2. forduló                        | 3. forduló                        | 4. forduló                      | 5. forduló                    | Döntő              | Helyezés    |
| Versenyző            | Versenyszám | Ellenfél Eredmény                | Ellenfél Eredmény                 | Ellenfél Eredmény                 | Ellenfél Eredmény               | Ellenfél Eredmény             | Ellenfél Eredmény  | Helyezés    |
| -------------------- | ----------- | -------------------------------- | --------------------------------- | --------------------------------- | ------------------------------- | ----------------------------- | ------------------ | ----------- |
| Branislav Martinović | 63 kg       | Nour Aka Sayed (AFG) · kétvállas | Lothar Schneider (EUA) · 2-2      | Dinko Petrov (BUL) · visszalépett | Svend Skrydstrup (DEN) · 1-3    | Ronald Finley (USA) · 1-3     | összesítés alapján |             |
| Stevan Horvat        | 70 kg       | Franz Berger (AUT) · 1-3         | Mahmoud Ibrahim (RAU) · 1-3       | David Gvanceladze (URS) · 3-1     | Franz Schmitt (EUA) · kétvállas | Fudzsita Tokuaki (JPN) · 2-2  | kiesett            | 5.          |
| Branislav Simić      | 87 kg       | Hollósi Géza (HUN) · 1-3         | Julio Graffigna (ARG) · kétvállas | Pentti Punkari (FIN) · 1-3        | erőnyerő                        | Valentyin Olenyik (URS) · 2-2 | összesítés alapján |             |
| Petar Cucić          | 97 kg       | Rost'om Abashidze (URS) · 2-2    | Lucjan Sosnowski (POL) · 2-2      | Kiss Ferenc (HUN) · 3-1           | kiesett                         | kiesett                       | kiesett            | helyezetlen |

## Evezés
| Versenyző | Versenyszám      | Előfutam | Előfutam | Vigaszág | Vigaszág | Döntő   | Döntő   | Döntő   | Helyezés    |
| Versenyző | Versenyszám      | Idő      | Hely.    | Idő      | Hely.    | Típus   | Idő     | Hely.   | Helyezés    |
| --- | ---------------- | -------- | -------- | -------- | -------- | ------- | ------- | ------- | ----------- |
| Ante Guberina Slavko Janjušević Zdenko Balaš (kormányos)                                                                           | Kormányos kettes | 8:20,33  | 4.       | 7:40,89  | 4.       | kiesett | kiesett | kiesett | helyezetlen |
| Boris Klavora Jadran Barut Jože Berc Vjekoslav Skalak Marko Mandič Alojz Colja Pavao Martić Lucijan Kleva Zdenko Balaš (kormányos) | Nyolcas          | 6:02,43  | 4.       | 5:59,23  | 1.       | A       | 6:27,15 | 4.      | 4.          |

## Kajak-kenu
Férfi
| Versenyző                                                                  | Versenyszám         | Előfutam | Előfutam | Vigaszág | Vigaszág | Elődöntő | Elődöntő | Döntő   | Döntő    |
| Versenyző                                                                  | Versenyszám         | Idő      | Hely.    | Idő      | Hely.    | Idő      | Hely.    | Idő     | Helyezés |
| -------------------------------------------------------------------------- | ------------------- | -------- | -------- | -------- | -------- | -------- | -------- | ------- | -------- |
| Dragan Desančić Vladimir Ignjatijević Aleksandar Kerčov Staniša Radmanović | Kajak négyes 1000 m | 3:20,30  | 3.       | erőnyerő | erőnyerő | 3:27,84  | 2.       | 3:19,79 | 8.       |

## Kosárlabda
| Jugoszláv férfi kosárlabdacsapat-játékoskeret                                                        | Jugoszláv férfi kosárlabdacsapat-játékoskeret                                                                   |
| --- | --- |
| - Vladimir Cvetković - Ivo Daneu - Nemanja Đurić - Vital Eiselt - Giuseppe Gjergja - Slobodan Gordić | - Radivoj Korać - Dragan Kovaćić - Miodrag Nikolić - Zvonko Petrićević - Trajko Rajković - Dragoslav Ražnatović |

### Eredmények
Csoportkör
B csoport
| Csapat                 | M | Gy | V | P+  | P–  | Pk   |
| ---------------------- | - | -- | - | --- | --- | ---- |
| Egyesült Államok (USA) | 7 | 7  | 0 | 569 | 333 | +236 |
| Brazília (BRA)         | 7 | 5  | 2 | 473 | 452 | +21  |
| Jugoszlávia (YUG)      | 7 | 5  | 2 | 529 | 453 | +76  |
| Uruguay (URU)          | 7 | 4  | 3 | 472 | 482 | –10  |
| Finnország (FIN)       | 7 | 3  | 4 | 409 | 475 | –66  |
| Ausztrália (AUS)       | 7 | 2  | 5 | 434 | 460 | –26  |
| Peru (PER)             | 7 | 2  | 5 | 431 | 453 | –22  |
| Dél-Korea (KOR)        | 7 | 0  | 7 | 432 | 641 | –209 |

| 1964. október 11. 12:15 | Jugoszlávia (YUG) | 84 – 71 | Uruguay (URU) |  |
| 1964. október 11. 12:15 | (43–26)           |         |               |  |

| 1964. október 12. 13:30 | Brazília (BRA) | 68 – 64 | Jugoszlávia (YUG) |  |
| 1964. október 12. 13:30 | (36–28)        |         |                   |  |

| 1964. október 13. 17:30 | Jugoszlávia (YUG) | 74 – 70 | Ausztrália (AUS) |  |
| 1964. október 13. 17:30 | (33–32)           |         |                  |  |

| 1964. október 14. 13:30 | Jugoszlávia (YUG) | 73 – 64 | Peru (PER) |  |
| 1964. október 14. 13:30 | (33–34)           |         |            |  |

| 1964. október 16. 19:00 | Egyesült Államok (USA) | 69 – 61 | Jugoszlávia (YUG) |  |
| 1964. október 16. 19:00 | (35–34)                |         |                   |  |

| 1964. október 17. 16:00 | Jugoszlávia (YUG) | 99 – 66 | Dél-Korea (KOR) |  |
| 1964. október 17. 16:00 | (47–30)           |         |                 |  |

| 1964. október 18. 13:30 | Jugoszlávia (YUG) | 74 – 45 | Finnország (FIN) |  |
| 1964. október 18. 13:30 | (34–28)           |         |                  |  |

Az 5–8. helyért
| 1964. október 20. 18:30 | Olaszország (ITA) | 75 – 63 | Jugoszlávia (YUG) |  |
| 1964. október 20. 18:30 | (33–25)           |         |                   |  |

A 7. helyért
| 1964. október 22. 18:30 | Jugoszlávia (YUG) | 78 – 55 | Uruguay (URU) |  |
| 1964. október 22. 18:30 | (40–31)           |         |               |  |

| Csapat            | Helyezés |
| ----------------- | -------- |
| Jugoszlávia (YUG) | 7.       |

## Labdarúgás
| Jugoszláv labdarúgócsapat-játékoskeret                                                                                       | Jugoszláv labdarúgócsapat-játékoskeret |
| --- | --- |
| - Rudolf Belin - Marijan Brnčić - Milan Čop - Ivan Ćurković - Dragan Džajić - Mirsad Fazlagić - Živorad Jevtić - Lazar Lemić | - Jovan Miladinović - Ivica Osim - Josip Pirmajer - Lazar Radović - Spasoje Samardžić - Silvester Takač - Svetozar Vujović - Slaven Zambata |

### Eredmények
Csoportkör
B csoport
| Csapat       | M            | Gy           | D            | V            | G+           | G–           | Gk           | P            |              |
| ------------ | ------------ | ------------ | ------------ | ------------ | ------------ | ------------ | ------------ | ------------ | ------------ |
| Magyarország | 2            | 2            | 0            | 0            | 12           | 5            | +7           | 4            |              |
| Jugoszlávia  | 2            | 1            | 0            | 1            | 8            | 7            | +1           | 2            |              |
| Marokkó      | 2            | 0            | 0            | 2            | 1            | 9            | –8           | 0            |              |
| Észak-Korea  | visszalépett | visszalépett | visszalépett | visszalépett | visszalépett | visszalépett | visszalépett | visszalépett | visszalépett |

| 1964. október 13. 14:00 |

| Jugoszlávia (YUG)          | 3–1               | Marokkó     |
| -------------------------- | ----------------- | ----------- |
| Samardžić 8' Belin 12' 59' | (2–1) Jegyzőkönyv | Bouachra 2' |

| Micuzava stadion, Jokohama Játékvezető: Hussein Imamu (egyiptomi) Asszisztensek: Marujama Josijuki (japán), Szató Hirosi (japán) |

| 1964. október 15. 14:00 |

| Jugoszlávia (YUG)                     | 5–6               | Magyarország                               |
| ------------------------------------- | ----------------- | ------------------------------------------ |
| Osim 1' 82' Belin 12' 35' Zambata 31' | (4–5) Jegyzőkönyv | Csernai 5' 11' 44' 63' Farkas 18' Bene 25' |

| Komazava stadion, Tokió Játékvezető: Fukusima Genicsi (japán) Asszisztensek: Hajakava Szumio (japán), Marujama Josijuki (japán) |

Negyeddöntő
| 1964. október 18. 13:59 |

| Jugoszlávia (YUG) | 0–1               | Egyesült Német Csapat |
| ----------------- | ----------------- | --------------------- |
|                   | (0–1) Jegyzőkönyv | Frenzel 1'            |

| Csicsibu Herceg Stadion, Tokió Nézőszám: 10 000 Játékvezető: Gregg De Silva (maláj) Asszisztensek: Ashgar Tehrani (iráni), Salih Mohamed Boukkili (marokkói) |

Az 5–8. helyért
| 1964. október 20. |

| Japán (JPN)  | 1–6               | Jugoszlávia                        |
| ------------ | ----------------- | ---------------------------------- |
| Kamamoto 61' | (0–4) Jegyzőkönyv | Zambata 3' 5' 43' 63' Osim 28' 60' |

| Nagai stadion, Oszaka Nézőszám: 20 000 Játékvezető: Hussein Imamu (egyiptomi) Asszisztensek: Eunapio De Queiroz (brazil), Zsolt István (magyar) |

Az 5. helyért
| 1964. október 22. |

| Jugoszlávia (YUG) | 0–3               | Románia                                   |
| ----------------- | ----------------- | ----------------------------------------- |
|                   | (0–0) Jegyzőkönyv | Pavlovici 50' Pârcălab 72' Constantin 78' |

| Nagai stadion, Oszaka Nézőszám: 10 000 Játékvezető: Zsolt István (magyar) Asszisztensek: Eunapio De Queiroz (brazil), Ikeda Taró (japán) |

| Csapat            | Helyezés |
| ----------------- | -------- |
| Jugoszlávia (YUG) | 6.       |

## Torna
Férfi
| Versenyző                                                                         | Versenyszám      | Selejtező | Selejtező | Döntő    | Döntő    |
| Versenyző                                                                         | Versenyszám      | Pontszám  | Helyezés  | Pontszám | Helyezés |
| --------------------------------------------------------------------------------- | ---------------- | --------- | --------- | -------- | -------- |
| Janez Brodnik                                                                     | Talaj            | 18,25     | 61.       | kiesett  | kiesett  |
| Janez Brodnik                                                                     | Ugrás            | 18,45     | 95.       | kiesett  | kiesett  |
| Janez Brodnik                                                                     | Korlát           | 18,50     | 60.       | kiesett  | kiesett  |
| Janez Brodnik                                                                     | Nyújtó           | 18,70     | 37.       | kiesett  | kiesett  |
| Janez Brodnik                                                                     | Gyűrű            | 18,05     | 57.       | kiesett  | kiesett  |
| Janez Brodnik                                                                     | Lólengés         | 18,05     | 69.       | kiesett  | kiesett  |
| Janez Brodnik                                                                     | Egyéni összetett |           |           | 110,00   | 57.      |
| Ivan Čaklec                                                                       | Talaj            | 18,15     | 68.       | kiesett  | kiesett  |
| Ivan Čaklec                                                                       | Ugrás            | 18,75     | 54.       | kiesett  | kiesett  |
| Ivan Čaklec                                                                       | Korlát           | 18,15     | 83.       | kiesett  | kiesett  |
| Ivan Čaklec                                                                       | Nyújtó           | 17,60     | 85.       | kiesett  | kiesett  |
| Ivan Čaklec                                                                       | Gyűrű            | 17,50     | 81.       | kiesett  | kiesett  |
| Ivan Čaklec                                                                       | Lólengés         | 18,15     | 60.       | kiesett  | kiesett  |
| Ivan Čaklec                                                                       | Egyéni összetett |           |           | 108,30   | 80.      |
| Miroslav Cerar                                                                    | Talaj            | 18,65     | 30.       | kiesett  | kiesett  |
| Miroslav Cerar                                                                    | Ugrás            | 19,10     | 19.       | kiesett  | kiesett  |
| Miroslav Cerar                                                                    | Korlát           | 19,50     | 2.        | 18,450   | 6.       |
| Miroslav Cerar                                                                    | Nyújtó           | 19,30     | 5.        | 19,500   |          |
| Miroslav Cerar                                                                    | Gyűrű            | 19,05     | 12.       | kiesett  | kiesett  |
| Miroslav Cerar                                                                    | Lólengés         | 19,45     | 1.        | 19,525   |          |
| Miroslav Cerar                                                                    | Egyéni összetett |           |           | 115,05   | 7.       |
| Alojz Petrovič                                                                    | Talaj            | 17,75     | 89.       | kiesett  | kiesett  |
| Alojz Petrovič                                                                    | Ugrás            | 18,80     | 48.       | kiesett  | kiesett  |
| Alojz Petrovič                                                                    | Korlát           | 18,60     | 52.       | kiesett  | kiesett  |
| Alojz Petrovič                                                                    | Nyújtó           | 18,00     | 75.       | kiesett  | kiesett  |
| Alojz Petrovič                                                                    | Gyűrű            | 18,35     | 42.       | kiesett  | kiesett  |
| Alojz Petrovič                                                                    | Lólengés         | 18,20     | 54.       | kiesett  | kiesett  |
| Alojz Petrovič                                                                    | Egyéni összetett |           |           | 109,70   | 61.      |
| Martin Šrot                                                                       | Talaj            | 17,35     | 100.      | kiesett  | kiesett  |
| Martin Šrot                                                                       | Ugrás            | 18,75     | 54.       | kiesett  | kiesett  |
| Martin Šrot                                                                       | Korlát           | 18,55     | 55.       | kiesett  | kiesett  |
| Martin Šrot                                                                       | Nyújtó           | 18,40     | 55.       | kiesett  | kiesett  |
| Martin Šrot                                                                       | Gyűrű            | 18,65     | 25.       | kiesett  | kiesett  |
| Martin Šrot                                                                       | Lólengés         | 17,55     | 85.       | kiesett  | kiesett  |
| Martin Šrot                                                                       | Egyéni összetett |           |           | 109,25   | 65.*     |
| Nenad Vidović                                                                     | Talaj            | 17,90     | 80.       | kiesett  | kiesett  |
| Nenad Vidović                                                                     | Ugrás            | 18,15     | 109.      | kiesett  | kiesett  |
| Nenad Vidović                                                                     | Korlát           | 18,10     | 87.       | kiesett  | kiesett  |
| Nenad Vidović                                                                     | Nyújtó           | 17,70     | 80.       | kiesett  | kiesett  |
| Nenad Vidović                                                                     | Gyűrű            | 16,90     | 100.      | kiesett  | kiesett  |
| Nenad Vidović                                                                     | Lólengés         | 18,30     | 45.       | kiesett  | kiesett  |
| Nenad Vidović                                                                     | Egyéni összetett |           |           | 107,05   | 89.      |
| Janez Brodnik Ivan Čaklec Miroslav Cerar Alojz Petrovič Martin Šrot Nenad Vidović | Csapat összetett |           |           | 554,80   | 11.      |

* - egy másik versenyzővel azonos eredményt ért el

## Úszás
Férfi
| Versenyző          | Versenyszám  | Előfutam | Előfutam | Előfutam | Döntő   | Döntő    |
| Versenyző          | Versenyszám  | Idő      | Hely.    | Össz.    | Idő     | Helyezés |
| ------------------ | ------------ | -------- | -------- | -------- | ------- | -------- |
| Slobodan Dijaković | 400 m gyors  | 4:41,0   | 5.       | 40.      | kiesett | kiesett  |
| Slobodan Dijaković | 1500 m gyors | 18:31,2  | 6.       | 25.      | kiesett | kiesett  |
| Veljko Rogošić     | 1500 m gyors | 18:05,5  | 2.       | 16.      | kiesett | kiesett  |
| Veljko Rogošić     | 400 m vegyes | 5:11,0   | 6.       | 19.      | kiesett | kiesett  |

## Vízilabda
| Jugoszláv férfi vízilabdacsapat-játékoskeret                                                        | Jugoszláv férfi vízilabdacsapat-játékoskeret                                     |
| --------------------------------------------------------------------------------------------------- | -------------------------------------------------------------------------------- |
| - Ozren Bonačić - Zoran Janković - Milan Muškatirović - Ante Nardeli - Frane Nonković - Vinko Rosić | - Mirko Sandić - Zlatko Šimenc - Božidar Stanišić - Karlo Stipanić - Ivo Trumbić |

### Eredmények
Csoportkör
C csoport
| Csapat                 | M | Gy | D | V | G+ | G– | Gk  | P |
| ---------------------- | - | -- | - | - | -- | -- | --- | - |
| Jugoszlávia (YUG)      | 3 | 3  | 0 | 0 | 17 | 3  | +14 | 6 |
| Hollandia (NED)        | 3 | 2  | 0 | 1 | 11 | 13 | –2  | 4 |
| Egyesült Államok (USA) | 3 | 1  | 0 | 2 | 12 | 9  | +3  | 2 |
| Brazília (BRA)         | 3 | 0  | 0 | 3 | 3  | 18 | –15 | 0 |

| 1964. október 11. 18:50 | Jugoszlávia (YUG)    | 2 – 1 | Egyesült Államok (USA) |  |
| 1964. október 11. 18:50 | (1–1, 0–0, 0–0, 1–0) |       |                        |  |
| 1964. október 11. 18:50 | Rosić, Janković 1    |       | Cole 1                 |  |

| 1964. október 12. 17:40 | Jugoszlávia (YUG)    | 7 – 2 | Hollandia (NED)    |  |
| 1964. október 12. 17:40 | (1–0, 2–2, 1–0, 3–0) |       |                    |  |
| 1964. október 12. 17:40 | Rosić, Nardeli 2     |       | Leenards, Muller 1 |  |

| 1964. október 13. 10:00 | Jugoszlávia (YUG)    | 8 – 0 | Brazília (BRA) |  |
| 1964. október 13. 10:00 | (3–0, 0–0, 4–0, 1–0) |       |                |  |
| 1964. október 13. 10:00 | Šimenc, Sandić 2     |       |                |  |

Középdöntő
C/D csoport
A táblázat tartalmazza a C csoportban lejátszott Jugoszlávia – Hollandia 7–2-es eredményt.
| Csapat             | M | Gy | D | V | G+ | G– | Gk  | P |
| ------------------ | - | -- | - | - | -- | -- | --- | - |
| Jugoszlávia (YUG)  | 3 | 2  | 1 | 0 | 17 | 8  | +9  | 5 |
| Magyarország (HUN) | 3 | 2  | 1 | 0 | 15 | 9  | +6  | 5 |
| Hollandia (NED)    | 3 | 1  | 0 | 2 | 14 | 18 | –4  | 2 |
| Belgium (BEL)      | 3 | 0  | 0 | 3 | 7  | 18 | –11 | 0 |

| 1964. október 14. 13:00 | Jugoszlávia (YUG)    | 6 – 2 | Belgium (BEL)          |  |
| 1964. október 14. 13:00 | (2–0, 2–1, 1–0, 1–1) |       |                        |  |
| 1964. október 14. 13:00 | Stanišić 2           |       | D'Osterlinck, Dumont 1 |  |

| 1964. október 15. 19:20 | Jugoszlávia (YUG)    | 4 – 4 | Magyarország (HUN) |  |
| 1964. október 15. 19:20 | (3–0, 0–3, 1–0, 0–1) |       |                    |  |
| 1964. október 15. 19:20 | Sandić 2             |       | Kárpáti 2          |  |

Döntő csoport
| 1964. október 17. 19:30 | Jugoszlávia (YUG)    | 2 – 0 | Szovjetunió (URS) |  |
| 1964. október 17. 19:30 | (0–0, 0–0, 2–0, 0–0) |       |                   |  |
| 1964. október 17. 19:30 | Janković 2           |       |                   |  |

| 1964. október 18. 13:00 | Olaszország (ITA)    | 1 – 2 | Jugoszlávia (YUG)  |  |
| 1964. október 18. 13:00 | (0–1, 0–1, 0–0, 1–0) |       |                    |  |
| 1964. október 18. 13:00 | Spinola 1            |       | Janković, Sandić 1 |  |

A táblázat tartalmazza a középdöntőben lejátszott Jugoszlávia – Magyarország 4–4-es eredményt.
| Csapat             | M | Gy | D | V | G+ | G– | Gk | P |
| ------------------ | - | -- | - | - | -- | -- | -- | - |
| Magyarország (HUN) | 3 | 2  | 1 | 0 | 12 | 7  | +5 | 5 |
| Jugoszlávia (YUG)  | 3 | 2  | 1 | 0 | 8  | 5  | +3 | 5 |
| Szovjetunió (URS)  | 3 | 1  | 0 | 2 | 4  | 7  | –3 | 2 |
| Olaszország (ITA)  | 3 | 0  | 0 | 3 | 2  | 7  | –5 | 0 |

| Csapat            | Helyezés |
| ----------------- | -------- |
| Jugoszlávia (YUG) |          |